# 東京漫画出版社
合資会社東京漫画出版社（とうきょうまんがしゅっぱんしゃ）は、かつて存在した日本の出版社である 。貸本漫画からスタートし、1950年代には貸本の有力出版社であった。

## 略歴・概要

### 活動期
偕成社に1941年（昭和16年）に入社した編集者・矢沢信行が独立し、1948年（昭和23年）6月28日、合資会社として設立した、漫画に特化した出版社である。アンソロジー『合作漫画集 漫画トランク』が、設立の前年である1947年（昭和22年）12月20日付で発行されている記録があり、会社設立に先行して、「東京漫画出版社」の屋号で出版活動を開始している。杉浦茂の回想によれば、1947年秋、田河水泡邸に集まり、田河門下の杉浦茂、倉金良行（のちの倉金章介）、沢井一三郎らで貸本漫画を、ということで始まったという。1948年6月30日付で発行された『合作漫画集 漫画玉手箱』は、田河水泡、井上一雄、原やすお、野呂新平（旧称・田内正男）といった、戦前から活動する漫画家たちによるアンソロジーであり、同作は同社が合資会社として設立後、初めての出版物である。当初1951年（昭和26年）ころまでは、都築敏三（ツヅキ敏）、伊藤隆夫、中国から復員した原一司、シベリアから復員した石田英助ら、田河門下の人材に漫画を描かせるところから始まった。
1952年（昭和27年）には、鵜飼まもるが良寛を描いた伝記『良寛さま』を「1」とする「伝記漫画文庫」、山路行夫がロビン・フッド伝説を基に描いた『ロビンフッドの冒険』を「1」とする「名作漫画文庫」という文庫シリーズの刊行を開始する。1954年（昭和29年）には、日吉まるおが大石内蔵助こと大石良雄を描いた『大石内蔵助』を「1」とする「忠臣蔵文庫」の刊行を開始し、貸本漫画版「立川文庫」的なラインナップになる。1955年（昭和30年）には、遠藤まさおの『腰ぬけ五十三次』を「1」とする「東京漫画文庫」の刊行を開始し、1958年（昭和33年）には、中島けんきちの『白鳥の死』を「1」とする「少女シリーズ」、保谷よしぞうの『人形の呪い』を「1」とする「スリラー劇場」の刊行を開始している。
うしおそうじの回想によれば、同社社長の矢沢は、手塚治虫に単行本の執筆を打診しているが、うしおがパーティ会場を間違えて手塚に伝えたり、手塚が矢沢邸にたどり着けなかったりといった経緯で、ついに同社は、手塚の書籍を出すことができなかったという。
同社社長の矢沢は、「子どもに見せられないようなマンガは出版できない」というポリシーを抱き、若木書房同様、少女マンガに注力した。同社は、ヒロインと実母の葛藤を描く「母探し」のドラマツルギーを得意とした。
1959年（昭和34年）2月1日、同社社長矢沢信行は、曙出版社長の土屋弘一らとともに中心となって、「漫画の向上」等を目的に任意団体「全国漫画出版協会」を設立、土屋を理事長に、矢沢は副理事長に就任する。本部は東京都千代田区神田三崎町に当時所在した曙出版内に置いた。1960年（昭和35年）ころは目黒区中目黒に本社を置いていたが、1968年（昭和43年）ころには品川区小山に移転している。
同社は、その社史を通じて、金田君子（上原きみ子）、滝田ゆう、望月あきら、小山葉子ほか、多くの戦後の漫画家をデビューさせている。1960年代には、講談社・小学館等の漫画雑誌での少女マンガで知られる木村光久が、京さゆり、木村光志の筆名で描いている。
1960年代後半には「東京ロマン社」レーベルで、劇画を出版している記録がある。この時期、「東京漫画出版社」が社名を「東京ロマン社」と変えたとする説があるが、その形跡はみられない。1970年代以降の同社の活動は不明である。

### 再評価
21世紀に入って、唐沢俊一らの東京文化研究所が復刻シリーズ「UA!ライブラリー」を開始、2003年（平成15年）には、岡部多美の『愛すべき猫と兄貴』が「UA!ライブラリー2」として復刻され、同年、木村光志（木村光久）の『踏まれても』が、アンソロジー『踏まれても 全日本少女不幸選手権』（UA!ライブラリー13）に収録されている。
2012年（平成24年）9月現在、国立国会図書館は、1947年の『漫画トランク』を始めとして1959年までの間に発行された、200冊を超える同社の出版物を所蔵しており、大阪府立国際児童文学館は、1949年8月10日に発行された『元気のげんちゃん』（沢井一三郎）を始めとして、12冊を所蔵している。

## データ
- 社名 : 合資会社東京漫画出版社 [1]
- 所在地 :

1. 東京都目黒区中目黒1-887 （1960年 [1]）
2. 東京都品川区小山1丁目4番29号 （1968年 [2]）

- 代表 : 矢沢信行 [1]
- 編集代表 : 伊藤博 [1]
- 営業代表 : 保崎謙一郎 [1]
- 創立 : 1948年（昭和23年）6月28日 [1]
- 資本金 : 100万円（1960年 [1]）

## ビブリオグラフィ
以下は、国立国会図書館蔵書にみられるものを中心とした一覧である。

### 1947年 - 1949年
- 『合作漫画集 漫画トランク』、田河水泡・倉金良行・杉浦しげる（杉浦茂）・さわいいちさぶろう（沢井一三郎）、1947年12月20日 [6]
- 『合作漫画集 漫画玉手箱』、田河水泡・井上一雄・原やすお・野呂新平、1948年6月30日 [8]
- 『怪魔島探険 - ガムちゃんの冒険』、杉浦茂、1948年
- 『おさる太閤記』、倉金良行、1948年
- 『のらくろ三人旅』、田河水泡、1948年
- 『発明漫画 ロボット・S1号』、原一司、1948年
- 『悲しき忘れ貝』、おだしょうじ、1948年 - おだしょうじシリーズ2
- 『おさる太閤記 獅子奮迅の巻』、倉金良行、1948年
- 『のんき強兵衛』、石田英助、1949年
- 『もん吉もん助おさるの兄弟』、中島菊夫、1949年
- 『元気のげんちゃん』、沢井一三郎、1949年8月10日 [16]
- 『ながぐつだいちゃん』、都築敏三、1949年
- 『足軽太平記』、夢田ユメヲ、1949年
- 『どろん消太郎』、倉金良行、1949年
- 『なっちゃん豆手帖』、秋玲二、1949年

### 1950年 - 1951年
- 『ピンちゃん兄妹』、沢井一三郎、1950年
- 『珍念さん』、夢田ユメヲ、1950年
- 『カンカン和尚さん』、鵜飼まもる、1950年
- 『魔法のぼうし』、塩田英二郎、1950年
- 『マメ子ハト坊』、長崎抜天、1950年 - 家庭漫画
- 『カンラ・カラ兵衛 2』、原一司、1951年
- 『だるま団兵衛』、夢野凡天、1951年
- 『まんが太閤記』、石田英助、1951年
- 『忍術珍道中』、ツヅキ敏三（都築敏三）、1951年
- 『カンカン和尚さん 3』、鵜飼まもる、1951年
- 『鉄腕王子』、夢田ユメヲ、1951年
- 『ギッタンとバッタン』、古沢日出夫、1951年
- 『名探偵ベリカンくん』、塩田英二郎、1951年
- 『トラ平珍道中』、伊藤隆夫、1951年
- 『アン子ちゃん 1』、ツヅキ敏三、1951年
- 『アン子ちゃん 2』、ツヅキ敏三、1951年
- 『投縄金ちゃん』、夢田ユメヲ、1951年
- 『冒険科学漫画 クリちゃんの冒険』、安孫子山彦、1951年
- 『ターザンボーイ』、伊藤隆夫、1951年
- 『わんぱく若殿茶々若丸 1』、片岡敏夫、1951年
- 『わんぱく若殿茶々若丸 2』、片岡敏夫、1951年

### 1952年
- 『どんどこドン助』、福井英一、1952年11月10日 [16]
- 『おちゃめ草紙』、竹田まさお、1952年
- 『リンゴ園の少女』、夢田ユメヲ、1952年
- 『ほがらか三嬢士』、早見利一、1952年
- 『はたらくコロン』、塩田英二郎、1952年
- 『黒ん坊島の冒険』、中島菊夫、1952年
- 『母恋千鳥』、竹田まさお、1952年
- 『おたけさん 2』、太田二郎、1952年
- 『良寛さま』、鵜飼まもる、1952年 - 伝記漫画文庫1
- 『ロビンフッドの冒険』、山路行夫、1952年 - 名作漫画文庫1
- 『ハリケンルッキー』、夢野凡天、1952年
- 『てっちゃん冒険記』、小畑しゅんじ、1952年
- 『かぐや姫』、三木一楽、1952年 - 名作漫画文庫2
- 『のんびり太平記』、早見利一、1952年
- 『船乗りパンチ』、古沢日出夫、1952年

### 1953年
- 『源為朝』、三木一楽、1953年 - 伝記漫画文庫6
- 『渡辺崋山』、柴田純、1953年 - 伝記漫画文庫8
- 『悲しき小鳩』、渡辺くにを、1953年
- 『ジャングル・ブック』、伊藤隆夫、1953年 - 名作漫画文庫4
- 『家なき子』、岡田晟、1953年 - 名作漫画文庫15
- 『リンカーン』、寺尾知文、1953年 - 伝記漫画文庫7
- 『母恋馬子唄 重の井子別れ』、夢田ユメヲ、1953年 - 名作漫画文庫
- 『牛若丸』、安孫子山彦、1953年5月20日 - 伝記漫画文庫4 [16]
- 『玉若丸』、うがいまもる（鵜飼まもる）、1953年 - 名作漫画文庫9
- 『続 リンゴ園の少女』、夢田ユメヲ、1953年
- 『みどり丸 三十三間堂棟木の由来』、柴田純、1953年 - 名作漫画文庫12
- 『シンデレラ姫』、渡辺くにを、1953年 - 名作漫画文庫6
- 『大岡越前守』、中島菊夫、1953年 - 伝記漫画文庫10
- 『石童丸』、中島菊夫、1953年4月20日 - 伝記漫画文庫2 [16]
- 『二宮金次郎』、大沼はるお（大沼晴夫）、1953年 - 伝記漫画文庫3
- 『くまわか丸』、中島菊夫、1953年 - 伝記漫画文庫5
- 『安寿姫と厨子王丸』、鵜飼まもる、1953年 - 名作漫画文庫5
- 『ベーブルース』、大沼晴夫、1953年 - 伝記漫画文庫9
- 『白雪姫』、渡辺くにを、1953年7月10日 - 名作漫画文庫10 [16]
- 『孝女白菊』、大沼晴夫、1953年7月30日 - 名作漫画文庫11 [16]
- 『家なき少女』、寺尾とも文（寺尾知文）、1953年 - 名作漫画文庫13
- 『ガリバー旅行記』、武内綱義（武内つなよし）、1953年 - 名作漫画文庫14
- 『落窪物語』、江藤ふみお、1953年 - 名作漫画文庫16
- 『紫式部』、竹田まさお、1953年 - 伝記漫画文庫11
- 『左甚五郎』、三木一楽、1953年 - 伝記漫画文庫12

### 1954年
- 『杉野十兵次』、久留見幸守、1954年 - 忠臣蔵文庫2
- 『はちかづき姫』、おおともよしやす、1954年 - 名作漫画文庫24
- 『マルコポーロの冒険』、内山卓三、1954年 - 伝記漫画文庫14
- 『樋口一葉』、江藤ふみお、1954年 - 伝記漫画文庫33
- 『北斎』、三木一楽、1954年 - 伝記漫画文庫30
- 『三つの宝』、棚下照生、1954年 - 名作漫画文庫23
- 『キングソロモン』、伊藤隆夫、1954年 - 名作漫画文庫19
- 『画聖雪舟』、鵜飼まもる、1954年 - 伝記漫画文庫28
- 『大石内蔵助』、日吉まるお、1954年 - 忠臣蔵文庫1
- 『はまぐり姫』、大友義康（おおともよしやす）、1954年 - 名作漫画文庫27
- 『白鳥の王子』、江藤ふみお、1954年 - 名作漫画文庫26
- 『山中鹿之助』、江藤ふみお、1954年 - 伝記漫画文庫18
- 『平賀源内』、三木一楽、1954年 - 伝記漫画文庫20
- 『近江聖人中江藤樹』、江藤ふみお、1954年 - 伝記漫画文庫16
- 『陶工柿右エ門』、鵜飼まもる、1954年 - 伝記漫画文庫13
- 『ナイチンゲール』、寺尾知文、1954年 - 伝記漫画文庫23
- 『お嬢さん社長』、夢田ユメヲ、1954年
- 『巴御前』、中島菊夫、1954年 - 伝記漫画文庫26
- 『人魚姫』、岡田晟、1954年 - 名作漫画文庫28
- 『小公子』、武内つなよし、1954年 - 名作漫画文庫17
- 『間宮林蔵』、久留見幸守、1954年 - 伝記漫画文庫22
- 『洞窟の女王』、武内綱義、1954年 - 名作漫画文庫21
- 『一休さん』、中島菊夫、1954年 - 伝記漫画文庫21
- 『銭屋五兵衛』、小沢おさむ、1954年 - 伝記漫画文庫34
- 『落花の舞』、江藤ふみお、1954年 - 名作漫画文庫25
- 『巌窟王』、棚下照生、1954年 - 名作漫画文庫18
- 『勝海舟』、清水春雄、1954年 - 伝記漫画文庫15
- 『ゴルゴンの首』、おおともよしやす、1954年 - 名作漫画文庫22
- 『熊沢蕃山』、久留見幸守、1954年 - 伝記漫画文庫31
- 『山田長政』、柴田純、1954年 - 伝記漫画文庫17
- 『さゆり物語』、武内つなよし、1954年 - 伝記漫画文庫29
- 『石川啄木』、月宮よしと、1954年 - 伝記漫画文庫32
- 『たん子たん吉珍道中 1』、宮崎博史・三木一楽、1954年
- 『たん子たん吉珍道中 2』、宮崎博史・三木一楽、1954年
- 『誉れの堪忍袋』、江藤ふみお、1954年 - 伝記漫画文庫24
- 『孝女お露』、中島菊夫、1954年 - 伝記漫画文庫35
- 『上杉鷹山』、三木一楽、1954年 - 伝記漫画文庫27
- 『ジャンヌ・ダーク』、夢田ユメヲ、1954年 - 伝記漫画文庫19

### 1955年
- 『ボクシング横丁』、柴田純、1955年 - 東京漫画文庫26
- 『さすらいの旅唄』、江藤ふみお、1955年 - 東京漫画文庫6
- 『おせんち捕物娘』、中島菊夫、1955年 - 東京漫画文庫15
- 『浜辺の歌』、竹田まさお、1955年 - 東京漫画文庫14
- 『母子双紙』、渡辺明、1955年 - 東京漫画文庫11
- 『腰ぬけ五十三次』、遠藤まさお、1955年 - 東京漫画文庫1
- 『原惣右衛門』、太田一郎、1955年 - 忠臣蔵文庫12
- 『瓜子姫』、大友よしやす（おおともよしやす）、1955年 - 名作漫画文庫29
- 『寺坂吉右衛門』、香山かおる、1955年 - 忠臣蔵文庫6
- 『戦国やぶれ太鼓』、久留見幸守、1955年6月20日 - 東京漫画文庫6 [16]
- 『鹿の子双紙』、岡田晟、1955年
- 『堀部安兵衛』、大田加英二、1955年 - 忠臣蔵文庫5
- 『さくら姫菊丸』、江藤ふみお、1955年6月30日 - 東京漫画文庫7 [16]
- 『矢頭右衛門七』、久留見幸守、1955年 - 忠臣蔵文庫13
- 『海の子ロマン』、島田恵三、1955年 - 名作漫画文庫30
- 『少年伊達政宗』、柴田純、1955年 - 伝記漫画文庫43
- 『ごうけつ和尚』、太田二郎・東京二、1955年 - 東京漫画文庫12
- 『うぐいす姫』、大友義康、1955年 - 名作漫画文庫31
- 『学園の虎』、三木一楽、1955年 - 東京漫画文庫8
- 『武林唯七』、江藤ふみお、1955年 - 忠臣蔵文庫3
- 『涙の南十字星』、香山かおる、1955年 - 東京漫画文庫20
- 『天変童子』、岡田晟、1955年 - 伝記漫画文庫41
- 『中村勘助』、江藤ふみお、1955年 - 忠臣蔵文庫8
- 『父子灯篭』、遠藤まさお、1955年 - 東京漫画文庫22
- 『赤垣源蔵』、小沢おさむ、1955年 - 忠臣蔵文庫7
- 『おばあちゃん』、遠藤まさお、1955年 - 東京漫画文庫5
- 『左手の奇蹟 野口英世伝』、大友義康、1955年 - 伝記漫画文庫37
- 『こっけい本先生 馬琴物語』、鵜飼まもる、1955年7月1日 - 伝記漫画文庫42 [16]
- 『忘れじの二人母』、大田加英二、1955年 - 東京漫画文庫7
- 『疾風あばれ獅子』、月宮よしと、1955年 - 東京漫画文庫4
- 『旗本退屈男』、佐々木味津三・三木一楽、1955年 - 東京漫画文庫1
- 『あきんど大名』、藤井博文、1955年 - 伝記漫画文庫38
- 『ふりそで若衆』、大田加英二、1955年 - 東京漫画文庫2
- 『母恋子舟』、江藤ふみお、1955年 - 東京漫画文庫13
- 『大岡政談音羽丹七』、三木一楽、1955年 - 伝記漫画文庫39
- 『横川勘平』、中島菊夫、1955年 - 忠臣蔵文庫10
- 『前原伊助』、大田加英二、1955年 - 忠臣蔵文庫4
- 『流れの兄妹星』、渡辺明、1955年 - 東京漫画文庫18
- 『火の玉奉行』、中島菊夫、1955年 - 東京漫画文庫3
- 『細川ガラシャ』、竹山のぼる、1955年 - 伝記漫画文庫36
- 『公園小僧』、棚下照生、1955年 - 東京漫画文庫2
- 『ちえくらべのんき城』、中島菊夫、1955年 - 東京漫画文庫9
- 『星空とおく母がよぶ』、棚下照生、1955年 - 東京漫画文庫9
- 『天野屋義侠伝』、鵜飼まもる、1955年 - 忠臣蔵文庫9
- 『勝田新左衛門』、月宮よしと、1955年 - 忠臣蔵文庫11
- 『おたねとさら吉』、下田恵三、1955年 - 東京漫画文庫5
- 『乙女の悲曲』、夢田ユメヲ、1955年 - 東京漫画文庫4

### 1956年
- 『幽霊仮面』、山野あきら、1956年3月 - 東京漫画文庫40
- 『花の一刀流』、小沢おさむ、1956年 - 東京漫画文庫122
- 『月に笑う怪剣士』、遠藤まさお、1956年9月1日 - 東京漫画文庫92 [16]
- 『野菊ひな菊』、香山かおる、1956年 - 東京漫画文庫41
- 『続学園の虎 最後の密告者』、三木一楽、1956年 - 東京漫画文庫96
- 『おもいで悲し母姿』、江藤ふみお、1956年 - 東京漫画文庫35
- 『なげきの都鳥』、竹田まさお、1956年 - 東京漫画文庫45
- 『怪星ギラー人』、星城夢二、1956年 - 東京漫画文庫107
- 『神変黒頭巾』、矢島利一、1956年 - 東京漫画文庫111
- 『まぼろしの竜神丸』、渡辺明、1956年 - 東京漫画文庫76
- 『なみだの肖像』、香山かおる、1956年 - 東京漫画文庫66
- 『剣難みがわり峠』、遠藤まさお、1956年 - 東京漫画文庫38
- 『なげきの京人形』、竹田まさお、1956年 - 東京漫画文庫72
- 『大平原の子』、星城夢二、1956年 - 東京漫画文庫57
- 『かなしき魔術師』、岡田晟、1956年 - 東京漫画文庫12
- 『怪傑まぼろし天狗』、月宮よしと、1956年 - 東京漫画文庫99
- 『なさけ唄乙女草紙』、渡辺明、1956年 - 東京漫画文庫30
- 『柔術小天狗』、遠藤まさお、1956年 - 東京漫画文庫79
- 『鉄腕チャンピオン』、星城夢二、1956年 - 東京漫画文庫68
- 『まぼろし夜叉面』、竹田まさお、1956年 - 東京漫画文庫86
- 『鈴ふる乙女』、渡辺明、1956年 - 東京漫画文庫53
- 『形見のオルゴール』、小山葉子、1956年 - 東京漫画文庫97
- 『決斗ひるが峯』、太田三千於、1956年 - 東京漫画文庫130
- 『旗本退屈男 七化け峠の巻』、佐々木味津三・三木一楽、1956年 - 東京漫画文庫10
- 『旗本退屈男 江戸おんみつの巻』、佐々木味津三・三木一楽、1956年 - 東京漫画文庫82
- 『歌声かなし熊祭り』、高久栄助、1956年 - 東京漫画文庫29
- 『なぞの旅僧』、中島菊夫、1956年11月 - 東京漫画文庫118
- 『怪人パイロット』、星城夢二、1956年 - 東京漫画文庫90
- 『無双無眼流』、中島けんきち、1956年 - 東京漫画文庫135
- 『なみだの花言葉』、滝田ひろし（滝田ゆう）、1956年
- 『四つ葉のクローバー』、保谷よしぞう、1956年 - 東京漫画文庫125

### 1957年
- 『母よぶ国へ』、園田てるお、1957年 - 東京漫画文庫241
- 『涙の忘れ形見』、丹羽正、1957年 - 東京漫画文庫231
- 『白りんどうの歌』、中川秀行、1957年 - 東京漫画文庫188
- 『花のグループ』、中島けんきち、1957年 - 東京漫画文庫252
- 『宵待草の曲』、工藤しげお、1957年 - 東京漫画文庫246
- 『ゆうれい半鐘』、北条秀夫、1957年 - 東京漫画文庫234
- 『銃声の街』、園田てるお、1957年 - 東京漫画文庫248
- 『なぞの予言博士』、永樹凡人、1957年 - 東京漫画文庫202
- 『恐怖の黒花びん』、四条健美、1957年
- 『愛の白菊先生』、遠藤まさお、1957年 - 東京漫画文庫255
- 『鉄人戦車』、湖玉次吉、1957年8月 - 東京漫画文庫238
- 『ばら色の天使』、湖玉つぎよし（湖玉次吉）、1957年
- 『母よ泣かないで』、小山葉子、1957年 - 東京漫画文庫189
- 『三つの夢』、小山葉子、1957年 - 東京漫画文庫235
- 『怪盗はやぶさ小僧』、中川秀行、1957年 - 東京漫画文庫221
- 『悲しき虹歌』、保谷よしぞう、1957年 - 東京漫画文庫215
- 『鈴蘭の花言葉』、園田てるお、1957年 - 東京漫画文庫258
- 『マリ子の願い』、永樹凡人、1957年 - 東京漫画文庫254
- 『幸福はどこに』、雨沢道夫、1957年 - 東京漫画文庫211
- 『湖畔の天使』、湖玉次吉、1957年 - 東京漫画文庫209
- 『魔のオルゴール』、三木一楽、1957年 - 東京漫画文庫224
- 『母づる子づる』、中島けんきち、1957年 - 東京漫画文庫222
- 『七色の悲曲』、星城朗二、1957年 - 東京漫画文庫218
- 『母のアルバム』、志村春美、1957年 - 東京漫画文庫161
- 『犯人はきっとくる』、大迫保介、1957年 - 東京漫画文庫220
- 『母やまびこ』、望月あきら、1957年 - 東京漫画文庫244
- 『三ケ月城物語』、中島やすし、1957年 - 東京漫画文庫143
- 『幽霊犯人』、遠藤まさお、1957年 - 東京漫画文庫173
- 『拳銃王キッド』、湖玉次吉、1957年 - 東京漫画文庫180
- 『春まつアトリエ』、遠藤まさお、1957年 - 東京漫画文庫147
- 『ひな菊の宿』、小山葉子、1957年 - 東京漫画文庫164
- 『呪いの爪あと』、遠藤まさお、1957年 - 東京漫画文庫214
- 『ゆうれいの復讐』、保谷よしぞう、1957年 - 東京漫画文庫227
- 『母への花束』、中島けんきち、1957年 - 東京漫画文庫154
- 『七色の花束』、滝田ひろし、1957年

### 1958年
- 『謎の13号室』、おだしょうじ、1958年1月 - 東京漫画文庫315
- 『涙のおどり子』、柿原輝行、1958年 - 少女シリーズ30
- 『母よぶ灯台』、望月よしあき、1958年 - 少女シリーズ5
- 『怪人コンドル金太一番手柄』、湖玉つぎよし（湖玉次吉）、1958年 - 捕物シリーズ
- 『浜の白菊』、遠藤まさお、1958年 - 東京漫画文庫378
- 『花のたずね人』、小山葉子、1958年 - 小山葉子シリーズ2
- 『妖怪白覆面』、太田三千於、1958年 - 捕物シリーズ1
- 『母情』、江藤ふみお、1958年 - 東京漫画文庫386
- 『母のおくりもの』、中川秀行、1958年 - 中川秀行シリーズ3
- 『あしたの夢』、北条秀夫、1958年 - 東京漫画文庫390
- 『ああ母の歌』、中島けんきち、1958年 - 東京漫画文庫389
- 『夕ぐれのうた』、小倉たかし、1958年 - 少女シリーズ27
- 『人形の呪い』、保谷よしぞう、1958年 - スリラー劇場1
- 『赤い椿の歌』、志村つね平、1958年 - 東京漫画文庫380
- 『母の肖像』、星あきひこ、1958年 - 少女シリーズ26
- 『毒牙』、望月よしあき、1958年 - スリラー劇場3
- 『母のおもかげ』、園田てるお、1958年 - 少女シリーズ22
- 『二つの花束』、園田てるお、1958年 - 少女シリーズ12
- 『白鳥の死』、中島けんきち、1958年 - 少女シリーズ1
- 『砂男』、山内かつよし、1958年 - スリラー劇場2
- 『片足の白鳥』、丹羽正、1958年 - 少女シリーズ18
- 『尼寺の少女』、北条秀夫、1958年 - 少女シリーズ10
- 『悲しみの塔』、西鉄平、1958年 - 少女シリーズ21
- 『愛の船歌』、丘ひとみ、1958年 - 少女シリーズ6
- 『鳥かごの夢』、志村みどり、1958年 - 少女シリーズ14
- 『二人母の歌』、金光しげる、1958年 - 少女シリーズ19
- 『月に泣く歌』、望月みさお、1958年 - 少女シリーズ9
- 『姉妹日記』、おだしょうじ、1958年 - おだしょうじシリーズ1
- 『母に似た人』、園田てるお、1958年 - 少女シリーズ25
- 『母巡礼』、江藤ふみお、1958年 - 少女シリーズ15
- 『海は夕やけ』、中島けんきち、1958年 - 少女シリーズ11
- 『花にふる雨』、中川秀行、1958年 - 中川秀行シリーズ1
- 『赤いバレー靴』、保谷よしぞう、1958年 - 少女シリーズ31
- 『嵐の小鳥』、小山葉子、1958年 - 小山葉子シリーズ3
- 『ちびくろ二等兵』、おだしょうじ、1958年
- 『続ちびくろ二等兵』、おだしょうじ、1958年6月 - ちびくろシリーズ2
- 『月見草と少女』、山室たけし、1958年 - 少女シリーズ8
- 『ひな菊詩集』、小山葉子、1958年 - 東京漫画文庫382
- 『しあわせの秘密』、保谷よしぞう、1958年 - 東京漫画文庫381
- 『母泣く湖畔』、園田てるお、1958年 - 少女シリーズ32
- 『平城寺大助捕物秘帖 謎の猿面怪人』、園田てるお、1958年 - 東京漫画文庫383
- 『一番星の歌』、雨沢道夫、1958年 - 少女シリーズ17
- 『白鳥は悲し』、江藤ふみお、1958年 - 少女シリーズ4
- 『若草の乙女達』、丹羽正、1958年 - 少女シリーズ3
- 『女白頭巾』、望月みさお、1958年 - 東京漫画文庫385
- 『許すまじ原爆を』、中川秀行、1958年 - 東京漫画文庫384
- 『形見のふりそで』、よりたやすお、1958年 - 少女シリーズ23
- 『夢の幻想曲』、太田三千於、1958年 - 少女シリーズ29
- 『母のオルゴール』、中川秀行、1958年 - 中川秀行シリーズ2
- 『横笛悲し』、大迫やすし、1958年 - 東京漫画文庫391
- 『母恋星の曲』、おだしょうじ、1958年 - おだしょうじシリーズ3
- 『姉と妹』、滝田ひろし、1958年
- 『ああ長崎の鐘が鳴る』、滝田ひろし、1958年
- 『踊り子姉妹』、滝田ひろし、1958年

### 1959年
- 『兄と妹』、望月まさあき、1959年2月10日 - 少女シリーズ73 [16]
- 『姉の命』、保谷よしぞう、1959年2月 - 保谷よしぞうシリーズ4
- 『夢追う少女』、滝田ひろし、1959年
- 『カックン親父』（全8巻）、滝田ゆう、1959年 - 家庭漫画
- 『爆笑ブック』、滝田ゆう・杉浦茂・野呂新平・武内つなよし・秋好馨、1959年
- 『仏のモクさん』、滝田ゆう、年代不詳
- 『サラリーマン物語』、滝田ゆう、年代不詳
- 『ガバチョン紳士』、滝田ゆう、年代不詳
- 『おかしなおかしな男と女』、滝田ゆう、年代不詳

- 『母を愛す』、丘野ルミ、年代不詳 - バンビ・ブック
- 『おてんばと舞妓はん』、京さゆり（木村光久）、年代不詳 - バンビ・ブック
- 『おてんば面白相』、京さゆり、年代不詳 - バンビ・ブック
- 『母にすみれを』、遠藤信一・保谷よしぞう、1960年代 - バンビブック8
- 『亡き母の肖像』、遠藤信一、1960年代 - バンビブック16
- 『灯台岬の姉妹』、大石良平、1960年代 - バンビブック
- 『幸よぶ口笛』、大石良平、1960年代 - バンビブック
- 『黒水仙の姉』、大石良平、1960年代 - バンビブック
- 『帰らぬ小鳩』、大石良平、1960年代 - バンビブック
- 『甘えん坊ときかん坊』、大内清子、1960年代
- 『お見合い合戦』、大内清子、1960年代
- 『虫くい葉』、木内佳寿子、1960年代 - バンビブック
- 『帰らぬ三少女』、島ゆきお、1960年代 - バンビブック
- 『湖畔に泣く母』、白鳥ひとみ、1960年代 - バンビブック
- 『子雀の歌』、白鳥ひとみ、1960年代 - バンビブック
- 『母のワルツ』、竹中いずみ（彩田あきら）、1960年代 - バンビブック
- 『いばらを越えて』、永樹凡人、1960年代 - バンビブック
- 『新しい母さん』、藤江ふみお、1960年代 - バンビブック
- 『アルプスの友』、細野みち子、1960年代 - バンビブック
- 『母ときた道』、細野みち子、1962年2月 - バンビブック
- 『母ありし頃』、牧千恵子、1960年代 - バンビブック
- 『帰りこよ母のもと』、吉田たかし、1960年代 - バンビブック
- 『お父さんの恋人』、美川ひろ子、1960年代 - バンビブック
- 『雪の降る街で』、星城朗二、年代不詳 - 星城朗二シリーズ5
- 『銀河と花の町』、星城朗二、年代不詳

- 『忘れな草3』、牧美也子、年代不詳 [16]
- 『鬼女が地球に』、西武三郎（西たけろう）、年代不詳
- 『奇跡よぶ青猫』、西たけろう、年代不詳 - スリラー劇場
- 『のろわれた女医』、望月みさお、年代不詳 - スリラー劇場
- 『蛇少女の涙』、望月みさお、年代不詳 - 実話少女怪談シリーズ
- 『ドドンパ息子』、宇田八郎、年代不詳
- 『パンチ野郎』、ほしの昭三、年代不詳
- 『死の駅馬車』、棚下照生、年代不詳
- 『母水仙』、弓田うさ、年代不詳 - 少女シリーズ183
- 『珍勇記』、湯野しげかず、年代不詳
- 『青春の歌ごえ』、吉川さとる、年代不詳
- 『おそまつ野郎』、にしなさだお、年代不詳 - コミックストーリィ
- 『銀色の純愛』、マヤのぼる、年代不詳 - 星くず劇場
- 『ピエロの涙』、マヤのぼる、年代不詳 - 星くず劇場

### 1960年代
- 『黒コスモスの花言葉』、金田君子（上原きみ子）、1965年
- 『見あげてごらん妹よ』、金田君子、1966年ころ
- 『最後のこの日に愛こめて』、金田君子、1966年ころ
- 『雪どけ道で』、金田君子、1966年ころ
- 『お願い！白い眼で見ないで！』、金田君子、1966年ころ
- 『傷だらけの再会』、金田君子、1966年ころ
- 『泥だらけの太陽』、金田君子、1966年ころ
- 『私と少年』、金田君子、1966年ころ
- 『十七才の道しるべ』、金田君子、1966年ころ
- 『十五年目の赤い夜』、金田君子、1966年ころ
- 『誰がために青春を』、金田君子、1966年ころ
- 『兄貴と私と王女様』、金田君子、1966年ころ
- 『まぼろしの館』、金田君子、1966年ころ
- 『愛を知るころ』、金田君子、1966年ころ
- 『野に空に君ありて』、金田君子、1966年ころ
- 『東京は花ざかり』、金田君子、1966年ころ
- 『卒業まぢか』、金田君子、1966年ころ
- 『にらみっこ同級生』、丘野ルミ、1966年 - 現代っ子シリーズ
- 『フクロウ中学生』、年代不詳、1966年 - 現代っ子シリーズ
- 『中国千夜一夜物語 金瓶梅』、三田京子、1968年 - 成人劇画・ナイト・コミックス
- 『怪談 千代紙人形』、三田京子、年代不詳 - 女性怪談シリーズ
- 『毒花と美少女』、三田京子、1960年代
- 『緑の月におびえる乙女』、三田京子、1960年代
- 『怪談 聖女もなりざ』、三田京子、1960年代
- 『窓なし館の美少女』、三田京子、1960年代
- 『黒い舞台の三つの星』、三田京子、1960年代 - 少女スリラー純愛集
- 『怪談 妖恋ねむり草』、三田京子、1960年代 - 女性怪談シリーズ
- 『妖しき夢をあなたに』、三田京子、1960年代 - 少女スリラー純愛集
- 『怪談 十六才の昇天』、三田京子、1960年代 - 怪談女性シリーズ
- 『怪談 魔性の恋人形』、三田京子、1960年代 - 怪談女性シリーズ
- 『怪談 十五夜の花嫁』、三田京子、1960年代 - 怪談女性シリーズ
- 『狂い化粧の美少年』、三田京子、1960年代 - 怪談女性シリーズ
- 『怪談 猫の爪』、好美のぼる、1960年代 - 少女スリラー
- 『ほたる火少女』、好美のぼる、1960年代
- 『月光の女』、浅丘ルリ、1960年代
- 『顔をもらった醜女』、浅丘ルリ、1960年代
- 『おてんば旋風』、浅丘ルリ、1960年代 - 浅丘ルリシリーズ34
- 『突然の恐怖』、浅丘ルリ、1960年代 - 浅丘ルリシリーズ33
- 『用心棒幽霊』、谷ゆきお、1960年代 - 現代怪談シリーズ
- 『ひまわり家族』、谷ゆきお、1960年代
- 『地獄墓』、谷ゆきお、1960年代
- 『死刑囚の子』、丘野ルミ、1960年代 - 青春ロマン
- 『私の二つの顔』、丘野ルミ、1960年代 - 青春ロマン
- 『おてんばと不良っ子』、丘野ルミ、1960年代 - おてんばシリーズ
- 『白衣の中の青春』、丘野ルミ
- 『純愛の花』、北沢雪夫、年代不詳
- 『水色の季節』、北沢雪夫、年代不詳 - 青春ロマン
- 『誘拐』、北沢由紀夫、年代不詳 - 青春サスペンスロマン
- 『愛をおしえてくれた人』、小山葉子、年代不詳 - 少女ロマンス
- 『虹のようなあいつ』、小山葉子、年代不詳 - 少女ロマンス
- 『殺人者』、渡辺かおる、年代不詳 - サスペンスドラマ
- 『幽霊少女』、渡辺かおる、年代不詳
- 『おけらが泣いた』、木村光志、1960年代 - 現代青春ドラマ
- 『踏まれても』、木村光志、1960年代 - 現代青春ドラマ
- 『雨の中のプリンセス』、南原治子、年代不詳 - 青春純愛ロマン
- 『きらわれママ先生』、美川ひろ子、年代不詳 - 清純少女ドラマ
- 『海と山のある街』、西野たつお、年代不詳 - 青春学園ドラマ
- 『ふれてならぬもの』、森川恵、年代不詳 - 純愛ロマン
- 『ガラスの少年の恋』、森川恵、年代不詳
- 『わすれな草の友』、森千秋、年代不詳 - 純愛少女ロマン
- 『射殺された少年』、林まさ也、年代不詳 - 社会派ロマン
- 『魔の淵』、林まさ也、1960年代 - 少女スリラー
- 『花のかんむり』、望月あきら、1968年4月
- 『母ごころ』、中島けんきち、1968年10月 - 中島けんきちシリーズ2
- 『母をしのぶ花』、中島けんきち、1960年代
- 『みなしご巡礼』、中島けんきち、1960年代
- 『一番きれいな人』、森由岐子、1960年代
- 『死の花嫁衣裳』、森由岐子、1960年代
- 『命を吸う花』、森由岐子、1960年代 - ロマンスコミックス
- 『げじげじの死』、池川伸治、1960年代
- 『愛すべき猫と兄貴』、岡部多美、1960年代
- 『遠い星からきた彼女』、河合秀和、1960年代
- 『継母妖怪伝』、しきはるみ、1960年代
- 『お姉さんの恋人』、しきはるみ、1960年代
- 『悪魔と天使と若者』、しのはら勉、1960年代
- 『消えることなき愛の灯を』、高倉アリサ、1960年代
- 『おてんば秘密同盟』、田代淳、1960年代
- 『銀の剣』、遠山啓子、1960年代
- 『私のピーター』、尾頭良、1960年代
- 『白ゆりの誓い』、平井まさね、1960年代
- 『もっと素敵な人と』、増田江美子、1960年代

## 東京ロマン社
東京ロマン社（とうきょうロマンしゃ）は、かつて存在した日本の出版社「合資会社東京漫画出版社」が1960年代後半に使用したレーベル名である。詳細は不明である。

### ビブリオグラフィ
- 『可愛い悪魔』、木村光久、1966年
- 『幼ない獣』、木村光久、1960年代後半
- 『渚の孤独』、木村光久、1966年代後半